# Egmont Prinz zu Lippe-Weissenfeld
Egmont Prinz zur Lippe-Weissenfeld (Salisburgo, 14 luglio 1918 – St. Hubert, 22 marzo 1944) era un pilota da caccia e un asso della Luftwaffe della seconda guerra mondiale.

## Biografia

### Anni giovanili
Egmont Prinz zur Lippe-Weissenfeld nacque a Salisburgo, in Austria, il 14 luglio 1918, figlio del principe Alfred zur Lippe-Weissenfeld (1886-1975), ufficiale dell'esercito austro-ungarico e discendente di una branca cattolica del Lippe, e di Anna Weissenfeld, nata von Grëss, appartenente alla nobiltà stiriana. Egmont era l'unico figlio maschio di quattro bambini: le sorelle Carola, Sophie e Dora erano tutte più giovani di lui; la prima avrebbe avuto fama in Austria quale scrittrice ed antropologa, la seconda, moglie del conte Ulrich von Deym, è madre del politico Wenzel Deym (Partito Cristiano d'Austria). La famiglia risiedeva presso l'antica castello di Alt Wartenburg in Alta Austria; pochi giorni dopo la nascita di Egmont, la famiglia, erede di un minuscolo principato tedesco, a causa del crollo della monarchia tedesca, perse ogni diritto di successione.
Egmont, durante la sua giovinezza, fu amante della montagna e della vita nei boschi; partecipò ad una caccia al cervo in Carinzia a soli quattordici anni e a tredici era entrato nei Pfadfinder Österreich, gli scout austriaci. Inoltre Egmont era molto interessato alla musica classica e allo sport, e scoprì il suo amore per il volo a Gaisberg, presso Salisburgo. Dopo il gymnasium ottenne di poter frequentare la migliore scuola aeronautica austriaca, l'Austrian Aero Club; inoltre frequentò basilari corsi di volo presso l'accademia militare Teresiana di Wiener Neustadt, uscendone sottotenente nel 1936.

### Nella Luftwaffe
Entrato a far parte dell'esercito austriaco a soli diciotto anni, inizialmente servì in fanteria, ma dopo l'Anschluss entrò a far parte della Luftwaffe, la migliore aviazione d'Europa. Nel 1939 fu promosso tenente e ricevette la Luftwaffe Pilots Badge; fu docente presso le scuole di volo di Fürstenfeldbruck e Vienna. La sua vera e propria carriera nella Luftwaffe ebbe inizio con il II Gruppe von der Zerstöreregeschwader 76 (ZG 76), per poi essere trasferito nel Nachtjagdgeschwader 1 (NJG 1) nel 1940, distinguendosi come uno dei migliori piloti notturni.
Durante l'estate 1940 fu trasferito a Leeuwarden, nei Paesi Bassi, acquisendo il comando di unità indipendenti di cacciatori notturni; il suo primo scontro con i piloti della Royal Air Force britannica avvenne nella notte tra il 16 e il 17 novembre 1940, ed Egmont riportò la sua prima grande vittoria abbattendo un bombardiere Vickers Wellington nello Squadrone Nr. 115 RAF; la sua seconda vittoria avvenne nella notte del 15 gennaio 1941 con l'abbattimento di un Armstrong Whitworth AW.38 Whitley N1521.

### I primi successi
Poco dopo la mezzanotte del 10 aprile 1941 Egmont avvistò il No. 12 Squadron RAF presso IJsselmeer, riuscendo a distruggerne gran parte; questa spettacolare vittoria fu celebrate allAmstel Hotel di Amburgo insieme a quelle del generale Josef Kammhuber, di Wolfgang Falck, Werner Streib ed Helmut Lent.
Elogiato persino presso l'Oberkommando der Wehrmacht, anche grazie alla prodigiosa opera di intercettamento notturno, nel luglio 1941 fu promosso capitano e comandante della 5. Staffel Nachtjagdgeschwander 2 (NJG 2); alla fine dell'anno aveva conseguito quindici vittoria aeree.
Il 25 gennaio 1942 ricevette la croce tedesca in oro e la Croce di Cavaliere della Croce di Ferro il 16 aprile; entro il 27 marzo aveva riportato ventisette vittorie e in poco tempo divenne uno dei pochi assi di caccia notturni ad aver riportato più di trentasette vittorie.

### Gli ultimi anni di guerra e la morte
Nell'ottobre 1942 fu posto al comando del I Gruppe Nachtjagdschwander e l'anno successivo ricevette la croce di cavaliere con fronde di quercia. Ricoverato in ospedale per un mese, fu promosso maggiore e Geschwaderkommodore dei Nachtjagdschwader. Egmont e i suoi secondi, l'Oberfeldwebel Josef Renette e l'Unteroffizier Kurt Röber morirono il 22 marzo 1944 a causa di un incidente aereo durante un volo di routine da Parchim ad Athies-sous-Laon. Sopra il Belgio incapparono in una densa tormenta di neve che li costrinse a tentare un atterraggio di fortuna sulle Ardenne, ma non ebbe successo e il velivolo di schiantò nella campagna presso St. Hubert, provocando la morte di tutti i passeggeri. Le esequie avvennero a Linz il 15 marzo. Egmont e il collega Heinrich Prinz zu Sayn-Wittgenstein sono sepolti presso Ysselsteyn nei Paesi Bassi.

## Ascendenza
|                                                 |                            |                                                            | Genitori                                                |  |  | Nonni |  |  | Bisnonni                                |  |  | Trisnonni                          |  |
|                                                 |                            |                                                            |                                                         |  |  |       |  |  | Carl Octavio, conte di Lippe-Weißenfeld |  |  | Hermann, conte di Lippe-Weißenfeld |  |
|                                                 |                            |                                                            |                                                         |  |  |       |  |  | Carl Octavio, conte di Lippe-Weißenfeld |  |  | Hermann, conte di Lippe-Weißenfeld |  |
|                                                 |                            | Karoline von Lang auf Mutenau                              |                                                         |  |  |       |  |  | Carl Octavio, conte di Lippe-Weißenfeld |  |  |                                    |  |
| Egmont, conte di Lippe-Weißenfeld               |                            |                                                            |                                                         |  |  |       |  |  | Carl Octavio, conte di Lippe-Weißenfeld |  |  |                                    |  |
|                                                 |                            | Maria von Mengersen                                        | Friedrich, conte di Mengersen                           |  |  |       |  |  |                                         |  |  |                                    |  |
|                                                 |                            | Maria von Mengersen                                        | Friedrich, conte di Mengersen                           |  |  |       |  |  |                                         |  |  |                                    |  |
|                                                 |                            | Maria von Mengersen                                        | Therese von Bender                                      |  |  |       |  |  |                                         |  |  |                                    |  |
| Alfred, principe di Lippe-Weißenfeld            |                            | Maria von Mengersen                                        |                                                         |  |  |       |  |  |                                         |  |  |                                    |  |
|                                                 |                            | Philipp, barone di Stillfried und Rathenitz                | Rüdiger, barone di Stillfried und Rathenitz             |  |  |       |  |  |                                         |  |  |                                    |  |
|                                                 |                            | Philipp, barone di Stillfried und Rathenitz                | Rüdiger, barone di Stillfried und Rathenitz             |  |  |       |  |  |                                         |  |  |                                    |  |
|                                                 |                            | Philipp, barone di Stillfried und Rathenitz                | Karoline Mahy de Corméré de Favras                      |  |  |       |  |  |                                         |  |  |                                    |  |
| Karola von Stillfried und Rathenitz             |                            | Philipp, barone di Stillfried und Rathenitz                |                                                         |  |  |       |  |  |                                         |  |  |                                    |  |
|                                                 |                            | Hermine Batthyány de Német-Ujvár                           | Vincenz, conte Batthyány de Német-Ujvár                 |  |  |       |  |  |                                         |  |  |                                    |  |
|                                                 |                            | Hermine Batthyány de Német-Ujvár                           | Vincenz, conte Batthyány de Német-Ujvár                 |  |  |       |  |  |                                         |  |  |                                    |  |
|                                                 |                            | Hermine Batthyány de Német-Ujvár                           | Josepha Rudnyák de Bátsfa de Magyar Bel                 |  |  |       |  |  |                                         |  |  |                                    |  |
| Egmont, principe di Lippe-Weißenfeld            |                            | Hermine Batthyány de Német-Ujvár                           |                                                         |  |  |       |  |  |                                         |  |  |                                    |  |
|                                                 | Peter Karl, conte di Goëss | Carl, conte di Goëss                                       |                                                         |  |  |       |  |  |                                         |  |  |                                    |  |
|                                                 | Peter Karl, conte di Goëss | Carl, conte di Goëss                                       |                                                         |  |  |       |  |  |                                         |  |  |                                    |  |
|                                                 | Peter Karl, conte di Goëss | Maria Carolina Katzianer von Katzenstein                   |                                                         |  |  |       |  |  |                                         |  |  |                                    |  |
| Leopold, conte di Goëss                         | Peter Karl, conte di Goëss |                                                            |                                                         |  |  |       |  |  |                                         |  |  |                                    |  |
|                                                 |                            | Maria Welser von Welsersheimb                              | Lipót Gáspár Vince, conte Welser von Welsersheimb       |  |  |       |  |  |                                         |  |  |                                    |  |
|                                                 |                            | Maria Welser von Welsersheimb                              | Lipót Gáspár Vince, conte Welser von Welsersheimb       |  |  |       |  |  |                                         |  |  |                                    |  |
|                                                 |                            | Maria Welser von Welsersheimb                              | Antonia Szápáry de Muraszombath, Széchysziget et Szapár |  |  |       |  |  |                                         |  |  |                                    |  |
| Anna von Goëss                                  |                            | Maria Welser von Welsersheimb                              |                                                         |  |  |       |  |  |                                         |  |  |                                    |  |
|                                                 |                            | Johann Duclas, conte di Thurn und Valssasina-Como-Vercelli | Georg, conte di Thurn und Valsassina-Como-Vercelli      |  |  |       |  |  |                                         |  |  |                                    |  |
|                                                 |                            | Johann Duclas, conte di Thurn und Valssasina-Como-Vercelli | Georg, conte di Thurn und Valsassina-Como-Vercelli      |  |  |       |  |  |                                         |  |  |                                    |  |
|                                                 |                            | Johann Duclas, conte di Thurn und Valssasina-Como-Vercelli | Emilie Chorinsky                                        |  |  |       |  |  |                                         |  |  |                                    |  |
| Marianne von Thurn und Valsassina-Como-Vercelli |                            | Johann Duclas, conte di Thurn und Valssasina-Como-Vercelli |                                                         |  |  |       |  |  |                                         |  |  |                                    |  |
|                                                 |                            | Gabriele von Bray-Steinburg                                | Otto, conte di Bray-Steinburg                           |  |  |       |  |  |                                         |  |  |                                    |  |
|                                                 |                            | Gabriele von Bray-Steinburg                                | Otto, conte di Bray-Steinburg                           |  |  |       |  |  |                                         |  |  |                                    |  |
|                                                 |                            | Gabriele von Bray-Steinburg                                | Ippolita Dentice di Frasso                              |  |  |       |  |  |                                         |  |  |                                    |  |
|                                                 |                            | Gabriele von Bray-Steinburg                                |                                                         |  |  |       |  |  |                                         |  |  |                                    |  |